# Ibrahim Conteh
Ibrahim Conteh (Freetown, 2 novembre 1996) è un ex calciatore sierraleonese, di ruolo centrocampista.

## Carriera

### Club
Ha giocato nella massima serie indonesiana.

### Nazionale
Nel 2019 ha esordito in nazionale.

## Statistiche

### Cronologia presenze e reti in nazionale
| Cronologia completa delle presenze e delle reti in nazionale ― Sierra Leone | Cronologia completa delle presenze e delle reti in nazionale ― Sierra Leone | Cronologia completa delle presenze e delle reti in nazionale ― Sierra Leone | Cronologia completa delle presenze e delle reti in nazionale ― Sierra Leone | Cronologia completa delle presenze e delle reti in nazionale ― Sierra Leone | Cronologia completa delle presenze e delle reti in nazionale ― Sierra Leone | Cronologia completa delle presenze e delle reti in nazionale ― Sierra Leone | Cronologia completa delle presenze e delle reti in nazionale ― Sierra Leone |
| Data                                                                        | Città                                                                       | In casa                                                                     | Risultato                                                                   | Ospiti                                                                      | Competizione                                                                | Reti                                                                        | Note                                                                        |
| --------------------------------------------------------------------------- | --------------------------------------------------------------------------- | --------------------------------------------------------------------------- | --------------------------------------------------------------------------- | --------------------------------------------------------------------------- | --------------------------------------------------------------------------- | --------------------------------------------------------------------------- | --------------------------------------------------------------------------- |
| 8-9-2019                                                                    | Freetown                                                                    | Sierra Leone                                                                | 1 – 0                                                                       | Liberia                                                                     | Qual. Mondiali 2022                                                         | -                                                                           | 75’                                                                         |
| 17-11-2019                                                                  | Porto-Novo                                                                  | Benin                                                                       | 1 – 0                                                                       | Sierra Leone                                                                | Qual. Coppa d'Africa 2021                                                   | -                                                                           | 65’                                                                         |
| Totale                                                                      |                                                                             | Presenze                                                                    | 2                                                                           |                                                                             | Reti                                                                        | 0                                                                           |                                                                             |